# Dihidroxiacetonă
Dihidroxiacetona (denumită și gliceronă) este o monozaharidă, din categoria triozelor, cu formula C3H6O3. Se poate obține din surse vegetale, precum sfecla de zahăr sau trestia de zahăr, dar și prin fermentația glicerolului. Este cea mai simplă cetoză și singura care nu prezintă activitate optică.

## Proprietăți și preparare
Dihidroxiacetona se găsește sub formă de pudră albă cristalină higroscopică. Are un gust dulce și un miros caracteristic. Forma normală este un dimer care este puțin solubilă într-o parte de apă și 15 părți de etanol.  Spre deosebire de aceasta, forma de monomer este solubilă în apă, etanol, eter dietilic, acetonă și toluen. Dimerul se depolimerizează ușor în soluție apoasă, prin acțiunea catalitic a acizilor și bazelor.
Gliceraldehida este izomerul structural al dihidroxiacetonei. 
Dihidroxiacetona poate fi preparată, împreună cu gliceraldehida, în urma reacției de oxidare blândă a glicerolului, catalizată de peroxid de hidrogen și o sare a fierului divalent. Poate să fie preparată cu randament mare și selectiv, la în condiții normale de temperatură și presiune, folosindu-se catalizatori pe bază de paladiu cu oxigen, aer sau benzochinonă, ca și co-oxidanți. 
Dihidroxiacetona se transformă ușor în metilglioxal prin acțiunea acizilor diluați. Este un compus care poate fermenta cu drojdie.

## Rol biologic
Forma fosforilată a dihidroxiacetonei, dihidroxiaceton-fosfatul, este un intermediar important în metabolismul fructozei, participând la glicoliză.